# Julie Parsons
Pour les articles homonymes, voir Parsons.
Julie Parsons, née en 1951 à Auckland en Nouvelle-Zélande, est une femme de lettres, productrice de radio et productrice de télévision irlandaise, auteure de roman policier.

## Biographie
En 1955, son père, médecin, disparaît en mer dans le Pacifique sud. En 1963, avec sa mère, elle revient en Irlande. Elle fait des études en sciences sociales et en sociologie de la musique à l'université de Dublin. Elle travaille pour la radio irlandaise RTÉ Radio 1 (en), produisant pendant cinq ans The Gay Byrne Show (en), puis pour le groupe de télévision Raidió Teilifís Éireann.
En 1998, elle publie son premier roman, En mémoire de Mary (Mary Mary), « salué pour son originalité, cet excellent suspense devient rapidement un best-seller international ». En 1999, elle fait paraître Piège de soie (The Courtship Gift) dans lequel elle met en scène une entomologiste. Dans ce roman, « à partir d'une subtile comparaison entre les comportements des prédateurs des insectes et ceux des hommes, Julie Parsons réussit là un angoissant suspense psychologique ». Avec Noir dessein (Eager to Please), paru en 2000, « thriller à l'écriture fluide, [elle] confirme son incontestable talent de portraitiste », selon Claude Mesplède.

## Œuvre

### Romans

#### SérieMichael McLoughlin
- Mary Mary (1998) Publié en français sous le titre En mémoire de Mary, Paris, Calmann-Lévy, coll. « Calmann-Lévy suspense » (1999)  (ISBN 2-7021-2976-5) ; réédition LGF, coll. « Le Livre de poche » no 17151 (2000)  (ISBN 2-253-17151-4)
- I Saw You (2007) Publié en français sous le titre Je t'ai vue, Paris, Calmann-Lévy (2008)  (ISBN 978-2-7021-3940-0) ; réédition LGF, coll. « Le Livre de poche » no 31579 (2009)  (ISBN 978-2-253-12519-8)

#### Autres romans
- The Courtship Gift (1999) Publié en français sous le titre Piège de soie, Paris, Calmann-Lévy, coll. « Calmann-Lévy suspense » (2000)  (ISBN 2-7021-3169-7) ; réédition LGF, coll. « Le Livre de poche » no 17215 (2002)  (ISBN 2-253-17215-4)
- Eager to Please (2000) Publié en français sous le titre Noir dessein, Paris, Calmann-Lévy, coll. « Calmann-Lévy suspense » (2002)  (ISBN 2-7021-3265-0) ; réédition LGF, coll. « Le Livre de poche » no 17273 (2003)  (ISBN 2-253-17273-1)
- The Guilty Heart (2003) Publié en français sous le titre Un cœur coupable[2], Paris, Calmann-Lévy, coll. « Calmann-Lévy suspense » (2004)  (ISBN 2-7021-3450-5) ; réédition LGF, coll. « Le Livre de poche » no 37093 (2005)  (ISBN 2-253-11388-3)
- The Smoking Room (2004)
- The Hourglass (2005) Publié en français sous le titre Le Sablier d'or, Calmann-Lévy, coll. « Calmann-Lévy suspense » (2006)  (ISBN 2-7021-3590-0) ; réédition LGF, coll. « Le Livre de poche » no 37198 (2007)  (ISBN 978-2-253-12037-7)

## Sources
: document utilisé comme source pour la rédaction de cet article.
- Claude Mesplède (dir.), Dictionnaire des littératures policières, vol. 2 : J - Z, Nantes, Joseph K, coll. « Temps noir », 2007, 1086 p. (ISBN 978-2-910-68645-1, OCLC 315873361), p. 490.